# Can Quintanes (veïnat)
Can Quintanes és un petit veïnat de masies disperses al voltant de la masia de Can Quintanes, del terme municipal de Bigues i Riells, al Vallès Oriental, dins del territori de Riells del Fai.
Està situat a llevant de Riells del Fai, en el vessant meridional dels Cingles de Bertí, al Turó de les Onze Hores i sud-oriental de la Serra de Can Tabola, a la capçalera del torrent de Can Pagès.
Formen aquest veïnat les masies de Can Mimeri, Can Barretó, Can Verdereny, Can Berga i la que dona nom al veïnat, Can Quintanes.

## Etimologia
El nom d'aquest veïnat és degut a la masia de Can Quintanes, que és la més important del rodal.